# Porcelia nitidifolia
Porcelia nitidifolia Ruiz & Pav. – gatunek rośliny z rodziny flaszowcowatych (Annonaceae Juss.). Występuje naturalnie w Peru oraz Boliwii. 

## Morfologia
PokrójZimozielone drzewo o owłosionych gałęziach.
LiścieMają podłużny kształt. Mierzą 15–18 cm długości oraz 4–5 cm szerokości. Nasada liścia zbiega po ogonku. Blaszka liściowa jest całobrzega o ostrym wierzchołku. Ogonek liściowy jest owłosiony i dorasta do 6–7 mm długości.
KwiatySą pojedyncze lub zebrane w pary, rozwijają się w kątach pędów. Działki kielicha mają owalny kształt. Płatki mają podłużny kształt i osiągają do 16 mm długości.